# گویش قدیم تهرانی
گویش قدیمی یا بومی تهرانی گویش‌هایی از زبان راجی یا ری  است.

## تاریخچه
پژوهشگران تهران قدیم را به سه بخش زبانی تقسیم کرده‌اند. تهران از جنوب به شهر ری و زبان راجی در آنجا می‌رسید. به گفته اساتید زبان فارسی، از ویژگی‌های زبان راجی استفاده از حرف اضافه بوده و گویشوران منطقه جنوب تهران که با این گویش تکلم می‌کردند، برای مثال از حرف اضافه «ها» بجای حرف «ب» استفاده می‌کردند به‌طوری که به «بگیرید» «هاگیرید» و «به بگرفتیم» «هاگرفتیم» می‌گفتند. لهجه شمیرانی یا تجریشی در منطقه شمال تهران رواج داشته‌است. آن دسته از از اهالی تهران که در محدوده ونک و شمیران سکونت داشتند به دلیل مجاورت با استان مازندران لهجه مازندرانی داشتند.
والنتین ژوکوفسکی خاورشناس و زبان‌شناس روس اواخر قرن ۱۹ میلادی در سفری که به ایران داشت در حوالی شمیران با گویش تجریشی آشنا شده و در آثارش به این گویش اشاره می‌کند؛ گویشی که شباهت بسیاری با گویش مازندرانی دارد. تا امروز در محدوده‌هایی از جمله سرآسیاب دولاب، شاه عبدالعظیم و… هنوز هم افرادی با لهجه شمرانی صحبت کنند؛ لهجه‌ای که ملایم شده گویش مازنی است. گویشی از لهجه تاتی نیز در منطقه غرب تهران رواج داشته‌است. مناطق شرقی تهران از دیرباز بیابان بوده‌است و گویش خاصی در آن مناطق تا سمنان رواج نداشته‌است.
دانشنامه ایرانیکا درباب زبان بومیان منطقه قصران آورده‌است که باید به دو بخش تقسیم شود. زبان بومیان شمال و شمال شرق منطقه بخش درونی قصران نزدیکی بسیار زیادی به زبان مازندرانی دارد. گویش منطقه جنوبی از اوشان در مرکز تا جیرود و تجریش در جنوب شمیران گونه ای فارسی-مازندرانی است و ویژگی‌های زبان‌های حاشیه دریای خزر را داردحسین کریمان در جلد دوم کتاب قصران کوهسران آورده‌است: منطقه قصران باستانی شامل مناطق اوشان، فشم، دربندسر، گاجره و روستاهای کوهپایه‌ای توچلال تا مناطق غربی رودخانه جاجرود. زبان عمومی مردم قصران لهجه‌ای از زبان باستانی پهلوی است که زبان طبری یا مازندرانی، که از ریشهٔ زبانهای دیرین ایرانی است، و عربی و اندکی ترکی، بدان درآمیخته و از زبان دری نیز در قرون اسلامی تأثیر یافته‌است، و هر چه از ری به مازندران نزدیک تر شوند بر میزان لهجهٔ مازندرانی به همان نسبت افزوده می‌شود، چنان‌که در لهجهٔ میگون و شهرستانک و لالان و زایگان و روته و گرمابدر و شمشک و دربندسر لهجهٔ مازندرانی غلبه دارد.دانشنامه ایرانیکا درباب زبان مردم لواسان آورده‌است: مردم لواسان زبان بومی آمیخته‌ای از زبان فارسی و زبان‌های حاشیه دریای خزر دارند که نزدیک به زبان مازندرانی در روستاهای جنوب شرق لواسان چون وسکاره و ایرا می‌باشد